# Plebiscito constitucional de Chile de 1925
El Plebiscito constitucional de 1925 fue un referéndum vinculante realizado en Chile, el 30 de agosto de 1925, por el cual se aprobó la Constitución Política de 1925.
La convocatoria a dicho plebiscito estaba regulada por los Decretos Leyes N.º 461 (21 de julio) que fijaba la fecha de convocatoria y determinaba la forma del voto, y N.º 462 (3 de agosto) referido al procedimiento electoral. Ambos firmados por el presidente de la República Arturo Alessandri y publicados en el Diario Oficial el 3 de agosto de 1925.

## Origen del plebiscito
Al regresar Alessandri de su exilio el 20 de marzo y según lo expresa en el telegrama de Roma, se propone llevar a cabo una reforma de la Constitución de 1833. La Junta de Gobierno le entrega el mando presidencial ese mismo día y se convoca a una ronda de consultas. Producto de ello se crea una Comisión Consultiva de 122 integrantes: Esta divide en dos comisiones (16 de abril): La Comisión de Reforma, donde Alessandri y su ministro de justicia, José Maza, redactan una constitución de corte presidencialista como era la idea del primer mandatario; y una Comisión encargada de la organización y convocatoria de una Asamblea Constituyente. Esta última no prosperó al no existir acuerdo sobre la Asamblea y la negativa de Alessandri, para quien la aprobación se debía efectuar por medio de una consulta popular.
Una vez aprobado el texto definitivo, los partidarios de una solución parlamentaria redactan un texto alternativa para que se ponga a consulta también.

## Forma y texto del plebiscito
La forma del voto era por medio de cédulas de tres colores. Cada votante debía insertar la de su elección en un sobre y depositarlo en la urna electoral. El contenido de cada una las cédulas eran el siguiente:
- Cédula color rojo: Aceptación del proyecto de la Subcomisión de reforma. En resumen se vota por un régimen presidencialista por medio del proyecto de la Constitución de 1925. El texto de la cédula señalaba: "Acepto el proyecto de Constitución presentado por el Presidente de la República sin modificación".
- Cédula color azul: Se mantiene el régimen parlamentario con la facultad de la Cámara de Diputados de censurar y derribar Gabinetes y de aplazar el despacho y vigencia de las Leyes de Presupuestos y recursos del Estado. En resumen se refuerza y formaliza la interpretación parlamentaria de la Constitución de 1833. El texto de la cédula señalaba (sic): "Acepto el proyecto de Constitución, pero con réjimen parlamentario y la consiguiente facultad de censurar Ministerios y postergar la discusión y despacho de la lei de presupuestos y recursos del Estado".
- Cédula color blanco: Rechazo a ambas propuestas. Se abre la posibilidad de otros medios para restablecer la normalidad constitucional. El texto de la cédula señalaba: "Rechazo todo proyecto".[1]

La redacción, efectuada por Alessandri, era claramente inductiva a favor de un régimen presidencial. Más al incluir en la propuesta parlamentaria las principales críticas que se le hacían: alta rotativa ministerial y presión y retraso congresal en la aprobación del presupuesto del Estado (véase República Parlamentaria).

## El plebiscito

### Campaña
La ciudadanía, ya cansada de la experiencia parlamentaria de la Constitución de 1833 y el apoyo directo de Alessandri a la Constitución de 1925 hacían previsible su aprobación. El mismo Alessandri hizo campaña a favor del voto rojo en una conferencia en el Salón de Honor de la Universidad de Chile (3 de julio), un manifiesto dirigido al país (28 de julio) y finalmente por medio de un mensaje radial nacional (17 de agosto). Los partidarios de una solución parlamentaria eran pocos y sin mucho arraigo en la opinión pública. Inicialmente los radicales, conservadores, liberales y liberal demócratas eran partidarios de la solución parlamentaria pero posteriormente llaman a abstenerse de la votación, uniéndose a los comunistas que tenían dicha decisión desde el comienzo. Sin embargo había una apatía política de la ciudadanía como producto de los golpes de estado y continuos cambios de gobierno entre 1924-1925.

### Resultados
El universo electoral estaba compuesto por los hombres mayores de 21 años, que supieran leer y escribir, inscritos en los registros electorales. El escrutinio se efectuó en mesas constituidas por 3 personas. 
Los resultados oficiales fueron los siguientes:
| Propuesta (alternativa) | Votos   | % sobre votos emitidos | % sobre universo electoral |
| ----------------------- | ------- | ---------------------- | -------------------------- |
| Cédula roja             | 127 483 | 94.84                  | 43.03                      |
| Cédula azul             | 5448    | 4.05                   | 1.84                       |
| Cédula blanca           | 1490    | 1.11                   | 0.50                       |
| Total votos emitidos    | 134 421 | —                      | —                          |
| Abstención (no votaron) | 161 838 | —                      | 54.63                      |

Fuente: Carrasco Delgado, Sergio (1980)

## Consecuencias

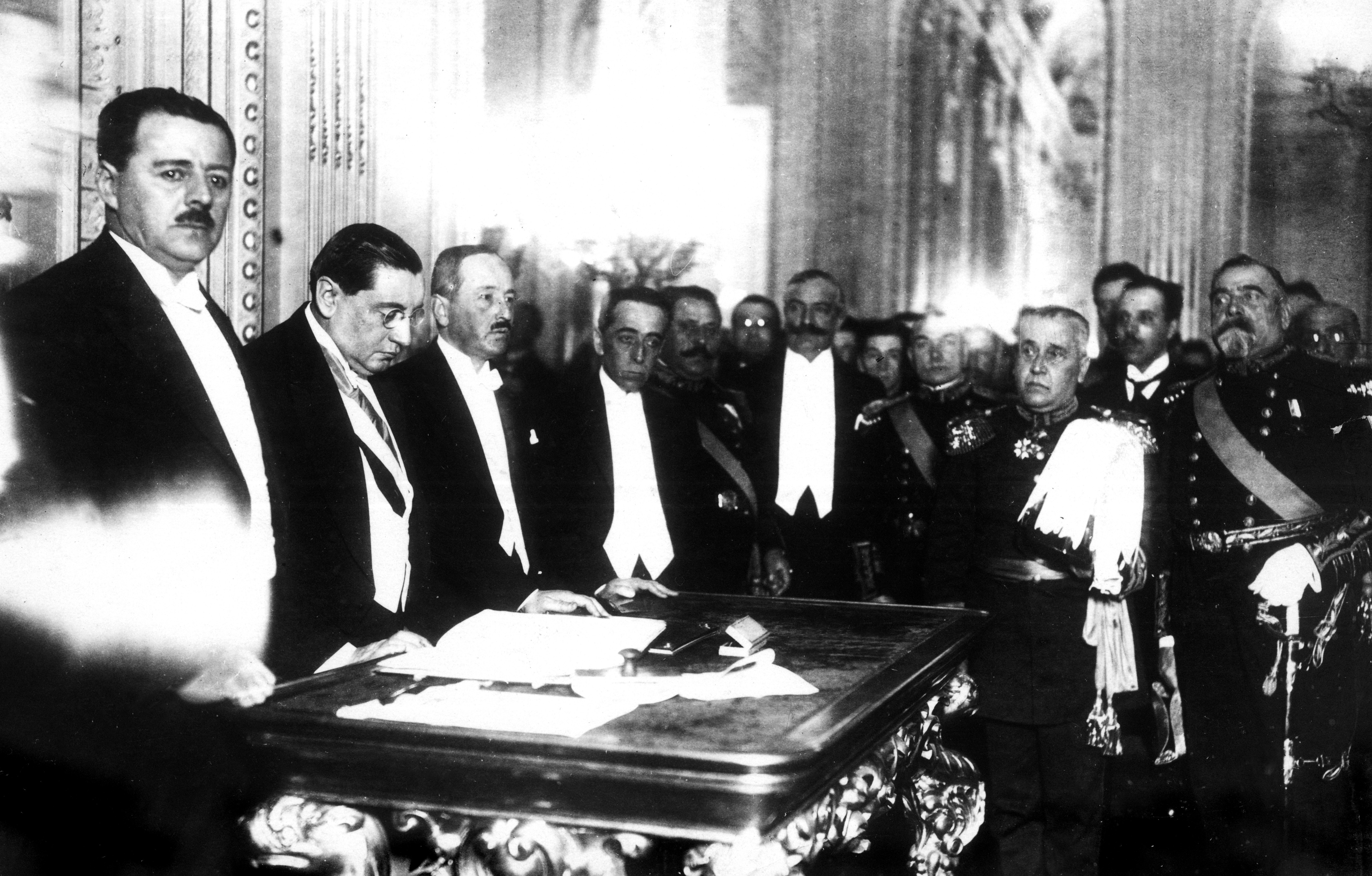
El Presidente Arturo Alessandri encabeza la firma de la Constitución en el Salón Rojo del Palacio de La Moneda.

Con los resultados del plebisicito se dio como aprobada la Constitución de 1925, aunque la abstención (54,63%) superó el resultado de la aprobación, que contó con la participación del 45,37% del padrón electoral. 
Por mucho tiempo se usó como argumento de los opositores al régimen presidencial lo precario del apoyo popular. No obstante, ya por los años 1930 la Constitución fue aceptada como una realidad constitucional, jurídica y política por todos los sectores. 
La nueva constitución se promulgó el 18 de septiembre del mismo año, entrando en vigencia un mes después.